# Покровский храм (Першемайск)
Храм в честь Покрова Пресвятой Богородицы — православный храм в агрогородке Першемайск Щучинского района Гродненской области Белоруссии. Относится к Гродненской и Волковысской епархии Белорусского экзархата Русской православной церкви.

## История
Предтечей современного храма была деревянная церковь, также освящённая в честь Покрова Пресвятой Богородицы. Первое упоминание об этой церкви относится к 1540 году. Главной её реликвией являлась икона Богородицы, считавшаяся чудотворной. В XVIII веке икону украшал серебряный вотум 1705 года Станислава Лещинского, короля польского и великого князя литовского, в честь совершённого пешего паломничества к иконе.
От старой церкви остался колокол, датированный 1506 годом (по другим данным, 1501 годом), хранившийся в Собакинцах (тогдашнее название современного Першемайска) вплоть до конца XIX века.
Первый каменный храм был возведён в 1830 году, однако здание оказалось недолговечным. Строительство современного здания Свято-Покровской церкви началось в 1865 году и закончилось к апрелю 1869 года.
При храме действовала школа, в которой в 1887 году обучался 41 ученик.
Храм оставался действующим на протяжении всего советского периода, однако здание серьёзно пострадало после пожара в 1948 году.

## Архитектура
Свято-Покровская церковь является памятником архитектуры русского стиля. Здание сложено из бутового камня и кирпича в стиле неоклассицизма с элементами барокко. Молитвенное помещение квадратное в плане, накрытое шатровой крышей, увенчивающейся луковичной главой. Трёхъярусная шатровая колокольня (восьмерик на двух четвериках), увенчанная маковкой, сообщается с основным объёмом здания посредством короткой трапезной. К алтарному фасаду присоединена низкая прямоугольная в плане апсида под вальмовой крышей. Полихромная бутовая кладка стен украшена штукатурными элементами архитектурного декора, аркатурными фризами, угловыми лопатками, килеподобными одинарных и сдвоенных арочных оконных проёмов.

## Современный приход
Приход храма включает в себя Первомайский сельсовет, а также некоторые населённые пункты Новодворского сельсовета Щучинского района и Заболотского сельсовета Вороновского района.
В распоряжении прихода имеются два приходских дома, церковный сад, воскресная школа. В 2010 году приход насчитывал приблизительно 1700 прихожан.
В храме в настоящий момент имеются следующие ценности:
- Реликвии, перевезённые из церкви Святого благоверного великого князя Александра Невского в деревне Провожа[бел.] Заболотского сельсовета Вороновского района: напрестольный металлический крест 1913 года, Царские врата, образ Александра Невского в киоте.
- Почитаемый список Иверской иконы Богоматери в киоте.
- Другие иконы в киотах: «Святой Николай Чудотворец», «Воскресение Христово», «Покрова Пресвятой Богородицы».

## Некоторые настоятели храма
- С 1982 по 2004 годы — иерей Николай Скребец.
- С 2004 по 2005 годы — иерей Евгений Павельчук.
- С 2005 года — иерей Александр Лебедич[4].